# Еверт Лінтгорст
Еверт Лінтгорст (нід. Evert Linthorst, нар. 3 березня 2000, Венло) — нідерландський футболіст, півзахисник клубу «Гоу Егед Іглз». Виступав також за клуби «ВВВ-Венло» та «Аль-Іттіхад» (Кальба). Володар Кубка Нідерландів.

## Ігрова кар'єра
Еверт Лінтгорст народився 2000 року в місті Венло. та є вихованцем футбольної школи клубу «ВВВ-Венло». У 2018 році Лінтгорст розпочав грати в основній команді клубу, в якій виступав до 2021 року, взявши участь у 48 матчах чемпіонату. У 2021 році футболіст перейшов до еміратського клубу «Аль-Іттіхад» (Кальба), в якому грав до 2022 року. У 2022 році нідерландський півзахисник повернувся на батьківщину до клубу «Гоу Егед Іглз». У складі команди Лінтгорст у сезоні 2024—2025 років став володарем Кубка Нідерландів.

## Титули і досягнення
- Володар Кубка Нідерландів (1):

«Гоу Егед Іглз»: 2024–2025